# دره شاپرک‌ها
دره شاپرک‌ها فیلمی به کارگردانی فریال بهزاد و نویسندگی فریال بهزاد، نوشابه امیری محصول سال ۱۳۷۰ است.

## خلاصه داستان
اخترشناس کهن‌سالی پس از تشخیص‌دادن تاریخ کسوف سه نوه‌اش به نام‌های رشید، جمشید و خورشید را به سرزمین اصلی می‌فرستد تا طلسم غول سنگی را که آسایش اهالی دره شاپرک‌ها را سلب‌کرده‌است، بشکنند. کوچک‌ترین برادر به نام خورشید شجاعانه با کوه غول سنگی به مبارزه بر‌می‌خیزد و به کمک دخترعمویش ترمه و بقیه بچه‌های آبادی، امنیت و شادی را به سرزمین اجدادی خود باز‌می‌گرداند.